# Domenico Anderson

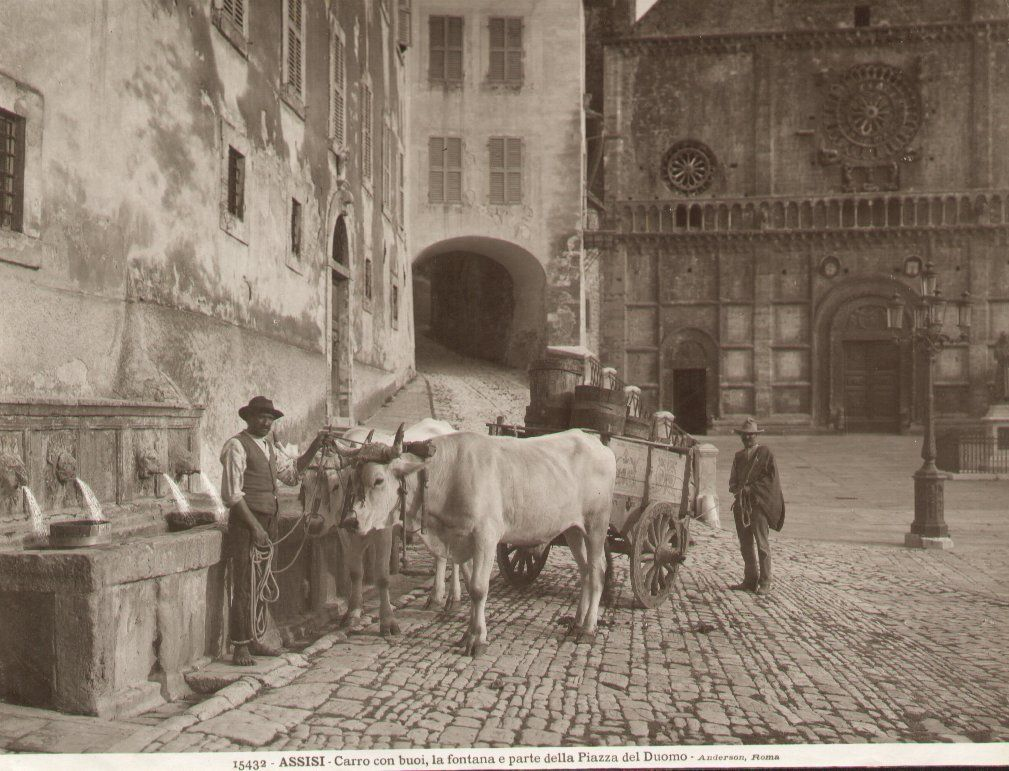
Domenico Anderson: Muži s volským povozem u kašny, náměstí Piazza del Duomo, Assisi, katalogové číslo 15 432

Domenico Anderson (1854 – 1. ledna 1938) byl italský fotograf, který provozoval rodinnou fotografickou firmu Fotografia Anderson v Římě.

## Život a dílo
Narodil se v roce 1854. Jeho otec James Anderson (1813-1877) byl průkopníkem fotografie, který založil fotografické studio v hlavním městě Itálie. Ateliér se nacházel na náměstí Piazza Fiume a Domenice Anderson po něm společnost převzal. Fotografoval běžný život ve městech jako jsou Řím, Benátky nebo Assisi. Zachytil starověké památky, architekturu nebo panoramata vedut. Ve velkém poskytoval fotografické tisky uměleckých děl italských, španělských a anglických muzeí.
Zemřel v roce 1938 a po jeho smrti rodinný archiv získala nadace bratří Alinariů z Florencie. V roce 1960 bylo 40 000 desek zhotovených třemi generacemi rodiny Andersonových prodáno Istituto Italiano per la Collaborazione Culturale. Společnosti Fratelli Alinari a Fotografia Anderson byly dvě firmy, které se nejvíce objevovaly v souvislosti s publikací uměleckých děl o italském umění.

## Sbírky
- Fratelli Alinari

## Galerie

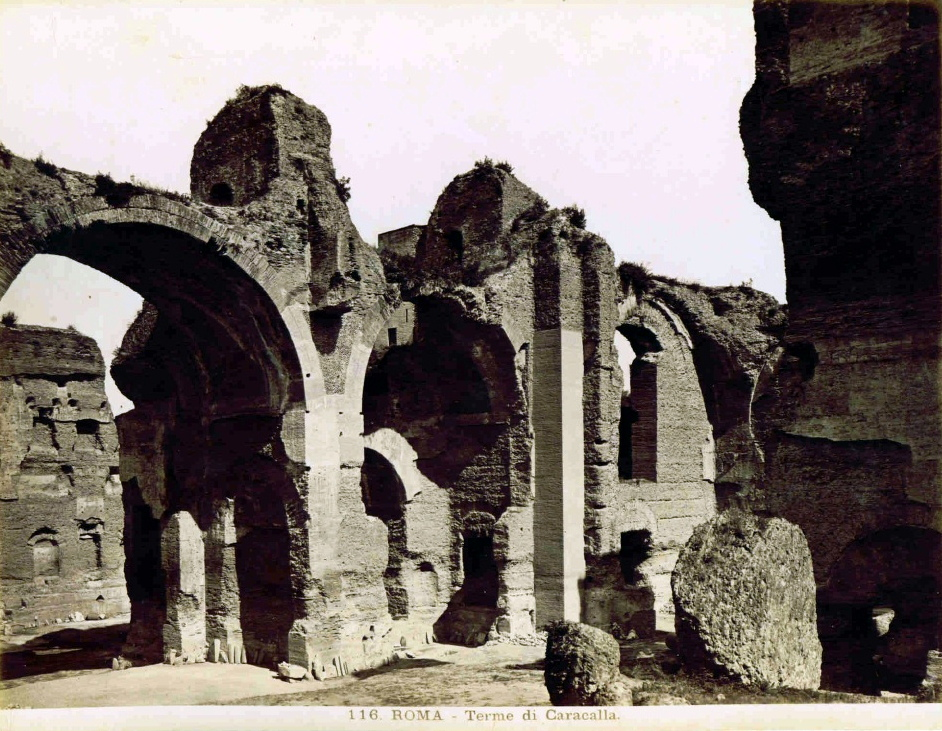
Řím
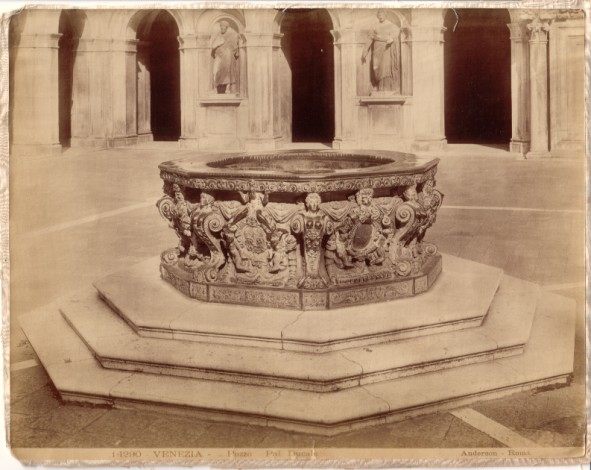
Benátky
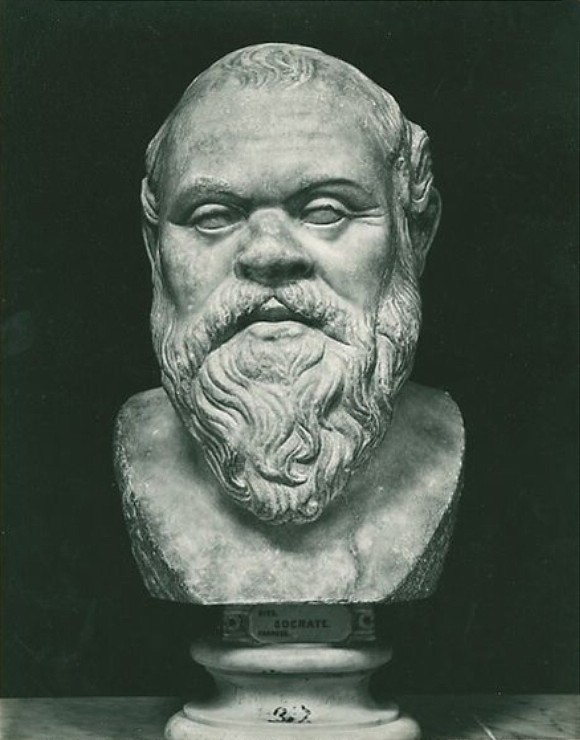
Socratés, Museo Nazionale di Napoli, katalogové číslo 23 185
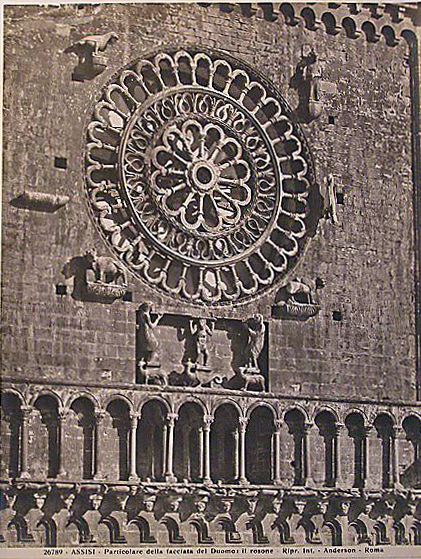
Assisi, katalogové číslo 26 789